# 富山競輪場
富山競輪場（とやまけいりんじょう）は、富山県富山市岩瀬池田町にある競輪場。主催は富山市。競技実施はJKA中日本地区本部中部支部。愛称はドリームスタジアムとやま。
施設所有者は、株式会社桝田酒造店からチャリロトを運営する株式会社チャリ・ロトに変更されている。

## 概要
富山競輪場は1950年3月に着工し、1951年4月3日開設、6日に開場された（開設と同時に開場とならなかったのは、労働者の賃金の未払いで紛糾したため）。初日の入場者は3,000人で、男子18人女子6人の選手が出場した。また、第2レースで11,000円の大穴が発生した。
1978年4月13日にはバックスタンドを改築（この時点で施設は富山地所が保有）、1979年にはバンクの滑り止め工事などの補修および木造の施設の鉄骨化の改修を実施、1984年2月より車券発売業務の一部を機械化、場内テレビによるオッズ表示といった施設改善に踏み切り、1985年3月13日には、選手宿泊施設（1973年に建設）を改修した上で富山市に無償譲渡された。1990年1月から1991年4月20日には、取付道路やバンク補修、8車立てから9車立てへの改修、高性能緩衝フェンス設置、選手宿舎や控室の増築、駐車場の防犯カメラの設置といった大規模改修が行われた、1992年4月13日には、富山競輪会館が、2001年6月7日には、選手管理センターがそれぞれ竣工している。
寒冷地の競輪場であるため、本場での開催は春（3月除く）から秋にかけてのみ行なわれる（場外発売は通年で実施）。
特別競輪は、GIの開催実績はないが、1995年・1996年・2001年・2006年には『ふるさとダービー富山』が、2016年には共同通信社杯（いずれもGII）が開催された。今後は、2026年9月18日から21日まで10年ぶりに共同通信社杯競輪の開催が決まった。
開設記念競輪（GIII）は『瑞峰立山賞争奪戦』が開催され、優秀競走は富山県の名峰「剱岳」にちなんで『峻峰剱賞』の名称で行われる。なお記念競輪は近年8月に開催されているが、2017年は元の時期である6月に行われた。
マスコットキャラクターは「ライちゃん」（雷鳥をモチーフ）で、それにちなみ『raichan cup』も開催されている。
実況は2023年9月までは池田孝宏が担当していたが降板し、以降は三浦耕司が担当している。(尚、三浦がスケジュールの都合で担当できない際は藤澤宏己が担当する。)
トータリゼータシステムは2017年度までは日本トーターで、2018年度以降は日本ベンダーネットを採用していたが、2024年に再び機器更新し、7年ぶりに日本トーターに戻った。
2010年度より株式会社JPFによる開催事務の包括委託が行われている。また、同年8月13日より重勝式投票にあたるKドリームスの発売を開始した。ただし本場や場外売場では購入できず、会員制のネット販売に限定される。
2020年2月25日、株式会社チャリ・ロトが富山競輪場施設の所有者となる。
同年9月開催より、男子各級の決勝戦ではオリジナルユニフォームを着用して出走する。
本場では昼間開催のみを行っており、モーニング、ナイター、ミッドナイトは開催していない。ただし、富山市主催のミッドナイトは松阪競輪場を借り上げて実施している。

## バンク
一周333mの短走路バンク。カント（最大33．41°）がややきつく風がバックストレッチで追い風となる為、逃げ先行の選手だけでなく捲り中心の自力選手にも有利である。地元選手によると、春先はフェーン現象による影響でバンクが軽くなり、良い上がりタイムが出ることがある模様。
特筆すべきところはセンター及びバックの走路が極度に狭い事である。1990年にバンク改修が行われたが、センターはあまり改良されず現在のようになった。一目見ると非常に扁平で押しつぶされた形になっていて、センター部ではカントの割に際立っており、番手競りをしている選手がバランスを誤り落車してしまう事が多い。選手総数が多かった時代は、欠場者が出たとしても補充によって9車立てが保たれることがほとんどであったにもかかわらず、富山ではあまりに多いため欠場選手の補充が足らず最終日で6車立てのレースを開催したということもがある。また、このバンク改修が行われるまでホームの幅が狭い影響で危険防止のため、9車立てのレースを行わなかった時期もある。だが、バンク改修後はグレードレース開催が多く地方競輪場の中でも優良である。
バンク形状が国際的な自転車競技場に近い333バンク（海外の競技用ピストは最大でも333）であることから、2011年の伊豆ベロドローム（250mバンク）開場前を中心に世界選手権などへ派遣される選手の合宿等にもよく使われる。
2024年11月より冬季の本場開催休止期間を充てる形で、半年かけて22年ぶりにバンク改修工事を行った。また併せて、スタンド観客席と走路を仕切る透明の「ポリカーボネート板」も新調され、観客がより観戦しやすいように改良された。この工事の関係で、2025年度の本場開催は例年より遅く6月3日からとなった。
バックスタンド裏は岩瀬浜と繋がった運河となっており、吹き込む海風に注意が必要となっている。

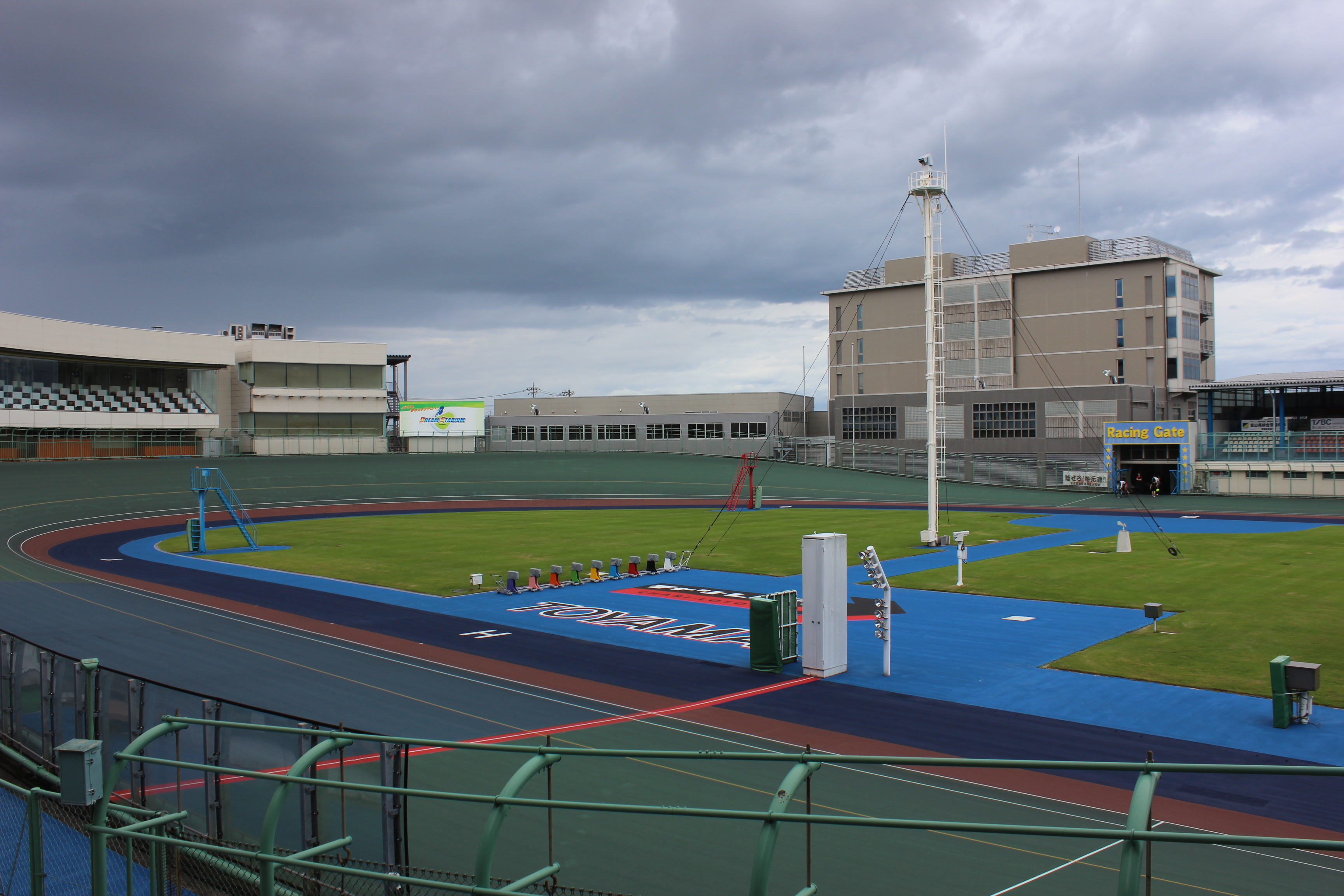
バンク全景
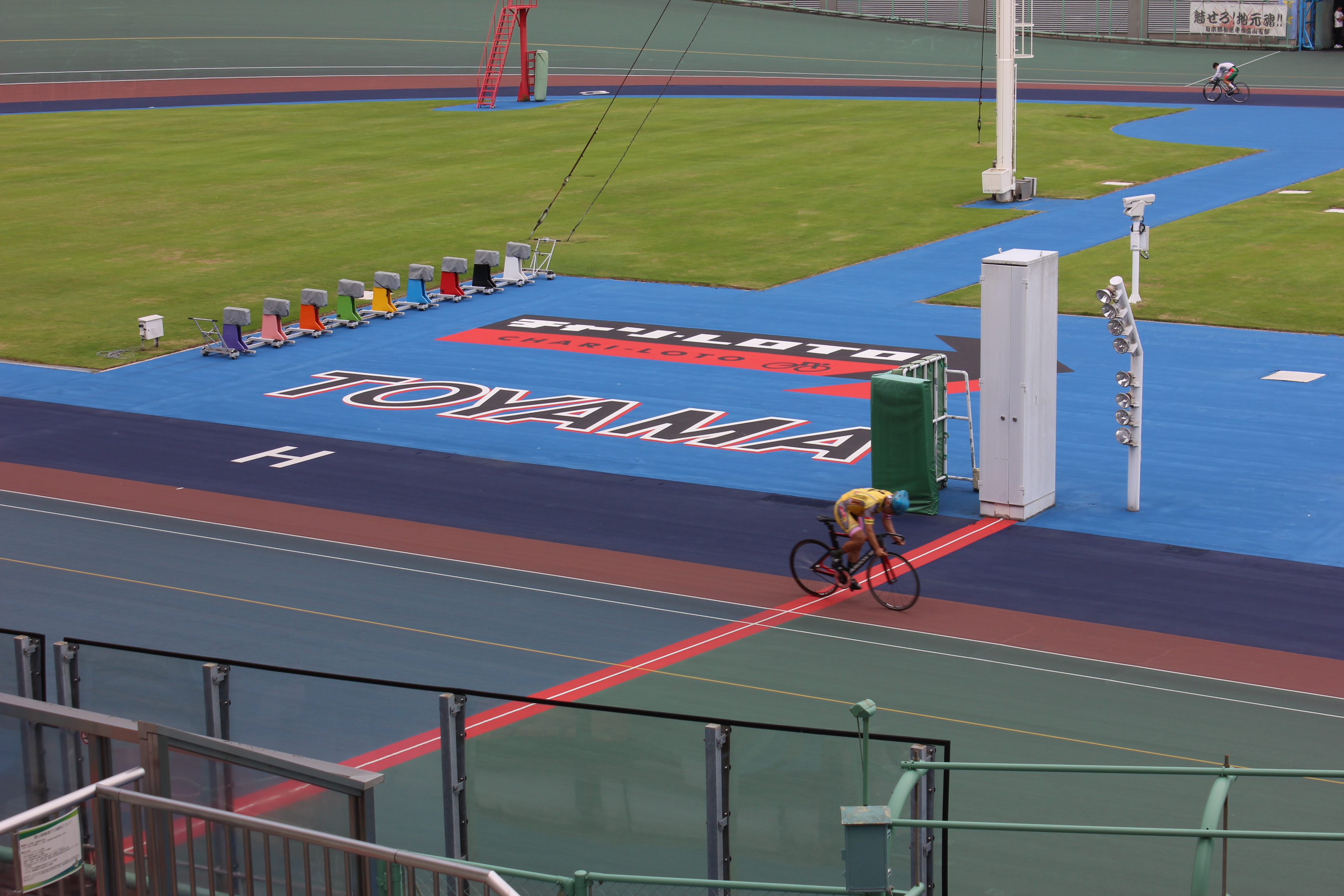
ゴール前には施設所有者である「チャリ・ロト」のロゴマークが記されている。

## アクセス
- 富山地方鉄道富山港線・競輪場前駅下車すぐ。
  - 競輪場アクセスのために、富山港線の運賃（富山駅 - 競輪場前間）が無料となる入場者用の競輪専用ICカードがある。なお入手には身分証明書が必要でデポジットは500円。

- 本場開催及び場外開催（記念以上）は、氷見（射水市）・入善駅（黒部市、魚津市）の各方面から無料送迎バスがある。

## 歴代記念競輪優勝者
| 年     | 優勝者            | 登録地      |
| ------ | ----------------- | ----------- |
| 2002年 | 小嶋敬二          | 石川        |
| 2003年 | 松本整            | 京都        |
| 2004年 | 小嶋敬二          | 石川        |
| 2005年 | 加藤慎平          | 岐阜        |
| 2007年 | 武田豊樹          | 茨城        |
| 2008年 | 石毛克幸          | 千葉        |
| 2009年 | 山賀雅仁          | 千葉        |
| 2010年 | 市田佳寿浩        | 福井        |
| 2011年 | 五十嵐力 成田和也 | 神奈川 福島 |
| 2012年 | 渡邉一成          | 福島        |
| 2013年 | 長塚智広          | 茨城        |
| 2014年 | 金子貴志          | 愛知        |
| 2015年 | 南修二            | 大阪        |
| 2017年 | 牛山貴広          | 茨城        |
| 2018年 | 浅井康太          | 三重        |
| 2019年 | 松浦悠士          | 広島        |
| 2020年 | 稲垣裕之          | 京都        |
| 2021年 | 稲垣裕之          | 京都        |
| 2022年 | 松浦悠士          | 広島        |
| 2023年 | 郡司浩平          | 神奈川      |
| 2024年 | 古性優作          | 大阪        |
| 2025年 | 山口拳矢          | 岐阜        |

※1節4日間制開催となった、2002年4月以降の歴代記念競輪優勝者を列記。

### その他のG3
| 年     | 種別 | 開催名称           | 優勝者   | 登録地 |
| ------ | ---- | ------------------ | -------- | ------ |
| 2023年 | G3   | 施設整備等協賛競輪 | 飯野祐太 | 福島   |

## エピソード
- 2003年9月7日の第7レース（S級一般）で、人気上位選手を含む5車が落車（1車は再乗ゴール）した影響で、3連勝単式の払戻金が449万5120円（的中1票）となり、当時の競輪史上最高払戻金を30年ぶりに更新した（従来最高額は千葉競輪場で1973年4月9日に記録した枠単236万3180円）[23]。2024年現在でも重勝式を除く競輪歴代3位の高配当記録である。

- 2023年4月11日、小堺浩二が上がりタイム8.9を記録し、当競輪場のバンクレコードを更新した。なお、それ以前の記録は、阿部良二が1981年6月22日に記録した9.0であり（ほかに小橋川健一も2007年にタイ記録）、42年ぶりの記録更新となった[24][18]。そのあと、2025年8月3日の記念決勝にて山口拳矢が上がりタイム8.8を記録し、2年ぶりに富山競輪場のバンクレコードを更新している。

- 場内には自転車で遊べる施設『サイクルパークとやま』が存在する[25]。